# 2014-es magyar amerikaifutball-bajnokság
A 2014-es magyar amerikaifutball-bajnokság a tizedik férfi amerikaifutball-bajnokság, melyet a Magyar Amerikai Futball Szövetség írt ki három osztályban. A legmagasabb osztály a Hungarian Football League (HFL), a bajnokság 2014. szeptember 7-én vette kezdetét.

## HFL
A bajnokság ebben az évben 4 csapattal történt lebonyolításra: a 2013-as szezonból a bajnok Budapest Hurricanes, az Újbuda Rebels néven, a Docler Wolves és a Győr Sharks. A Nyíregyháza Tigers nem vállalta az első osztályú küzdelmeket.
A lebonyolítás szerint a 4 csapat oda-visszavágó alapon 6 fordulós alapszakaszt játszott, ahonnan az első 2 helyezett csapat jutott be a IX. Hungarian Bowl döntőbe.

### HFL Alapszakasz
| #  | Csapat              | M | Gy | V | P35+ | P35– | %    | Megjegyzés     |
| -- | ------------------- | - | -- | - | ---- | ---- | ---- | -------------- |
| 1. | Docler Wolves       | 6 | 4  | 2 | 237  | 166  | 0,67 | Hungarian Bowl |
| 2. | Újbuda Rebels       | 6 | 4  | 2 | 166  | 122  | 0,67 | Hungarian Bowl |
| 3. | Budapest Hurricanes | 6 | 4  | 2 | 227  | 188  | 0,67 |                |
| 4. | Győr Sharks         | 6 | 0  | 6 | 87   | 241  | 0,00 |                |

A hármas holtversenyben a csapatok között a pontarány döntött.

### IX. Hungarian Bowl
Docler Wolves – Újbuda Rebels 9–19 (9–3, 0–0, 0–13, 0–3)

## Divízió I
A másodosztályú bajnokság (Divízió I.) során a 7 csapat mindegyike 4 mérkőzést játszott az alapszakaszban (sorsolás alapján). Az első 6 helyezett bejutott a rájátszásba, a 3-6. helyezett csapatok Wild Card kört játszottak, majd elődöntők és a döntő következett.

### Alapszakasz
| # | Csapat               | M | Gy | V | P35+ | P35– | %    | Megjegyzés |
| - | -------------------- | - | -- | - | ---- | ---- | ---- | ---------- |
| 1 | Dunaújváros Gorillaz | 4 | 4  | 0 | 137  | 35   | 1,00 | Elődöntő   |
| 2 | Miskolc Steelers     | 4 | 3  | 1 | 103  | 65   | 0,75 | Elődöntő   |
| 3 | Budapest Titans      | 4 | 3  | 1 | 116  | 94   | 0,75 | Wild Card  |
| 4 | Újpest Bulldogs      | 4 | 3  | 1 | 84   | 62   | 0,75 | Wild Card  |
| 5 | Tata Mustangs        | 4 | 1  | 3 | 73   | 104  | 0,25 | Wild Card  |
| 6 | Békéscsaba Raptors   | 4 | 0  | 4 | 48   | 112  | 0,00 | Wild Card  |
| 7 | Eger Heroes          | 4 | 0  | 4 | 45   | 134  | 0,00 |            |

### Rájátszás
|  |           |                    |           |   |                      |           |                  |           |   |                 |                   |                   |                   |
|  | Wild Card | Wild Card          | Wild Card |   |                      | Elődöntők | Elődöntők        | Elődöntők |   |                 | VIII. Pannon Bowl | VIII. Pannon Bowl | VIII. Pannon Bowl |
|  | Wild Card | Wild Card          | Wild Card |   |                      | Elődöntők | Elődöntők        | Elődöntők |   |                 | VIII. Pannon Bowl | VIII. Pannon Bowl | VIII. Pannon Bowl |
|  |           |                    |           |   |                      |           |                  |           |   |                 |                   |                   |                   |
|  |           |                    |           |   |                      |           |                  |           |   |                 |                   |                   |                   |
|  |           |                    |           | 1 | Dunaújváros Gorillaz | 10        |                  |           |   |                 |                   |                   |                   |
|  |           |                    |           | 1 | Dunaújváros Gorillaz | 10        |                  |           |   |                 |                   |                   |                   |
|  | 4         | Újpest Bulldogs    | 49        |   |                      | 4         | Újpest Bulldogs  | 20        |   |                 | 2014.07.19.       | 2014.07.19.       | 2014.07.19.       |
|  | 4         | Újpest Bulldogs    | 49        |   |                      | 4         | Újpest Bulldogs  | 20        |   |                 | 2014.07.19.       | 2014.07.19.       | 2014.07.19.       |
|  | 5         | Tata Mustangs      | 6         |   |                      |           |                  |           | 4 | Újpest Bulldogs | 43                |                   |                   |
|  | 5         | Tata Mustangs      | 6         |   |                      |           |                  |           | 4 | Újpest Bulldogs | 43                |                   |                   |
|  |           |                    |           |   |                      | 2         | Miskolc Steelers | 36        |   |                 |                   |                   |                   |
|  |           |                    |           |   |                      | 2         | Miskolc Steelers | 36        |   |                 |                   |                   |                   |
|  |           |                    |           | 2 | Miskolc Steelers     | 41        |                  |           |   |                 |                   |                   |                   |
|  |           |                    |           | 2 | Miskolc Steelers     | 41        |                  |           |   |                 |                   |                   |                   |
|  | 3         | Budapest Titans    | 43        |   |                      | 3         | Budapest Titans  | 0         |   |                 |                   |                   |                   |
|  | 3         | Budapest Titans    | 43        |   |                      | 3         | Budapest Titans  | 0         |   |                 |                   |                   |                   |
|  | 6         | Békéscsaba Raptors | 28        |   |                      |           |                  |           |   |                 |                   |                   |                   |
|  | 6         | Békéscsaba Raptors | 28        |   |                      |           |                  |           |   |                 |                   |                   |                   |
|  |           |                    |           |   |                      |           |                  |           |   |                 |                   |                   |                   |

## Divízió II
A harmadosztályú bajnokság (Divízió II.) során a 11 csapat mindegyike 4 mérkőzést játszott az alapszakaszban (sorsolás alapján). Az első 10 helyezett bejutott a rájátszásba, a 7-10. helyezett csapatok Wild Card kört játszottak, majd negyed-, elődöntők és a döntő következett.

### Alapszakasz
| #  | Csapat                | M | Gy | V | P35+ | P35– | %    | Megjegyzés  |
| -- | --------------------- | - | -- | - | ---- | ---- | ---- | ----------- |
| 1  | Budapest Hurricanes 2 | 4 | 4  | 0 | 169  | 60   | 1,00 | Negyeddöntő |
| 2  | Miskolc Renegades     | 4 | 3  | 1 | 152  | 81   | 0,75 | Negyeddöntő |
| 3  | Nyíregyháza Tigers 2  | 4 | 3  | 1 | 104  | 67   | 0,75 | Negyeddöntő |
| 4  | Debrecen Gladiators   | 4 | 3  | 1 | 120  | 83   | 0,75 | Negyeddöntő |
| 5  | Szekszárd Bad Bones   | 4 | 3  | 1 | 122  | 119  | 0,75 | Negyeddöntő |
| 6  | Szombathely Crushers  | 4 | 2  | 2 | 57   | 48   | 0,50 | Negyeddöntő |
| 7  | Újbuda Rebels 2       | 4 | 1  | 3 | 94   | 108  | 0,25 | Wild Card   |
| 8  | Dabas Sparks          | 4 | 1  | 3 | 88   | 130  | 0,25 | Wild Card   |
| 9  | Budapest Eagles       | 4 | 1  | 3 | 59   | 120  | 0,25 | Wild Card   |
| 10 | Szolnok Soldiers      | 4 | 1  | 3 | 29   | 118  | 0,25 | Wild Card   |
| 11 | Fehérvár Enthroners   | 4 | 0  | 4 | 47   | 104  | 0,00 |             |

### Rájátszás

#### Wild Card kör
Dabas Sparks – Budapest Eagles 21:0
Újbuda Rebels 2 – Szolnok Soldiers 21:0

#### Negyeddöntők
Nyíregyháza Tigers 2 – Szombathely Crushers 24:6
Budapest Hurricanes 2 – Dabas Sparks 28:14
Miskolc Renegades – Újbuda Rebels 2 42:0
Debrecen Gladiators – Szekszárd BadBones 26:27

#### Elődöntők
Budapest Hurricanes 2 – Szekszárd BadBones 63:22
Miskolc Renegades – Nyíregyháza Tigers 2 44:2

#### V. Duna Bowl
Budapest Hurricanes 2 – Miskolc Renegades 21:38